# داستان‌هایی از ترس و شجاعت (فیلم)
داستان‌هایی از ترس و شجاعت (به انگلیسی: Two-Fisted Tales) تله فیلمی آنتولوژی و ترسناک آمریکایی محصول سال ۱۹۹۲ است. این تله فیلم شامل سه بخش متفاوت و جدا از هم می‌شود که بر اساس اثر منتشرشده ای‌سی کامیکس با همین نام است.
تنها یکی از داستان‌های این فیلم اقتباس از داستانی است که در اثری از ای‌سی کامیکس چاپ شده‌است.

## بازیگران
- ویلیام سدلر (راوی)

### بخش: «نبرد نهایی»
- دیوید مورس
- نیل جیونتولی
- رودریک کووک
- توماس اف دافی
- مانتی بس
- مل کولمن
- گرنت گلت
- پاول تی. موری
- تامی تاونسند

### بخش: «پادشاه جاده»
- ریموند جی. بری
- برد پیت
- مایکل براون‌سان
- جک کهلر
- آلوا لی. پتوی

### بخش: «زرد»
- کرک داگلاس
- اریک داگلاس
- لانس هنریکسن
- دن اکروید
- دومینیک مورا
- استیو بویام
- چاک پیسرنی جی. آر
- آر. دیوید اسمیت

## تولید
در سال ۱۹۹۱، کتاب کمیک توسط جوئل سیلور، ریچارد دانر و رابرت زمکیس برای قسمت آزمایشی اقتباس شد.